# Communauté d’agglomération Ventoux-Comtat-Venaissin
Die Communauté d’agglomération Ventoux-Comtat-Venaissin (COVE) ist ein französischer Gemeindeverband mit der Rechtsform einer Communauté d’agglomération im Département Vaucluse in der Region Provence-Alpes-Côte d’Azur. Sie wurde am 16. Dezember 2002 gegründet und umfasst 25 Gemeinden. Der Verwaltungssitz befindet sich im Ort Carpentras.

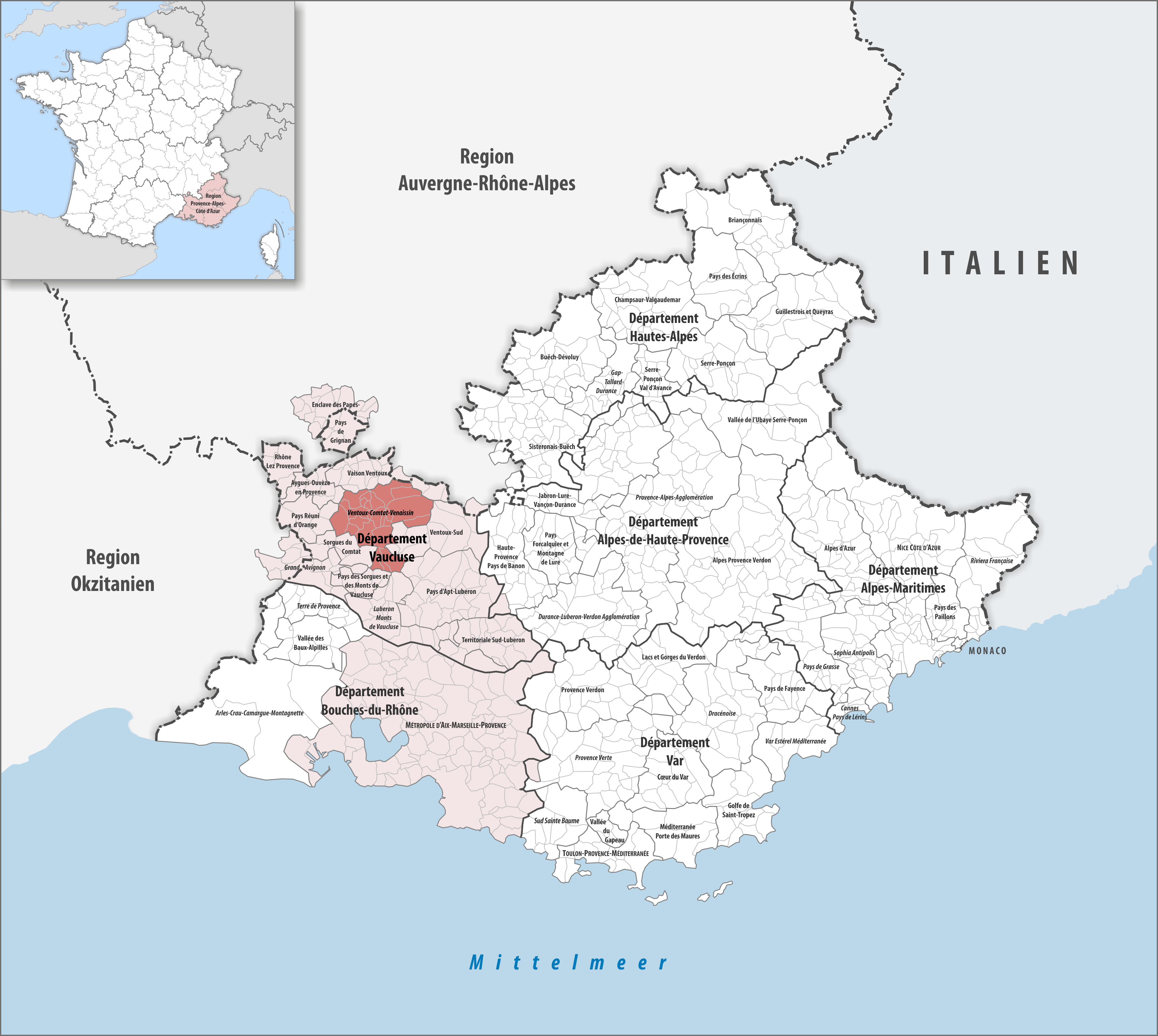
Lage des Gemeindeverbandes in der Region Provence-Alpes-Côte d’Azur

## Mitgliedsgemeinden
| Gemeinde                                            | Einwohner 1. Januar 2022 | Fläche km² | Dichte Einw./km² | Code INSEE | Postleitzahl |
| --------------------------------------------------- | ------------------------ | ---------- | ---------------- | ---------- | ------------ |
| Aubignan                                            | 5.962                    | 15,70      | 380              | 84004      | 84810        |
| Beaumes-de-Venise                                   | 2.428                    | 18,89      | 129              | 84012      | 84190        |
| Beaumont-du-Ventoux                                 | 307                      | 28,16      | 11               | 84015      | 84340        |
| Bédoin                                              | 3.077                    | 91,03      | 34               | 84017      | 84410        |
| Caromb                                              | 3.469                    | 17,98      | 193              | 84030      | 84330        |
| Carpentras                                          | 30.854                   | 37,92      | 814              | 84031      | 84200        |
| Crillon-le-Brave                                    | 489                      | 7,63       | 64               | 84041      | 84410        |
| Flassan                                             | 455                      | 20,60      | 22               | 84046      | 84410        |
| Gigondas                                            | 435                      | 27,14      | 16               | 84049      | 84190        |
| La Roque-Alric                                      | 51                       | 4,87       | 10               | 84100      | 84190        |
| La Roque-sur-Pernes                                 | 431                      | 11,03      | 39               | 84101      | 84210        |
| Lafare                                              | 127                      | 4,54       | 28               | 84059      | 84190        |
| Le Barroux                                          | 663                      | 16,04      | 41               | 84008      | 84330        |
| Le Beaucet                                          | 381                      | 9,04       | 42               | 84011      | 84210        |
| Loriol-du-Comtat                                    | 2.481                    | 11,29      | 220              | 84067      | 84870        |
| Malaucène                                           | 2.759                    | 45,33      | 61               | 84069      | 84340        |
| Mazan                                               | 6.272                    | 37,92      | 165              | 84072      | 84380        |
| Modène                                              | 461                      | 4,73       | 97               | 84077      | 84330        |
| Saint-Didier                                        | 2.192                    | 3,62       | 606              | 84108      | 84210        |
| Saint-Hippolyte-le-Graveyron                        | 170                      | 4,94       | 34               | 84109      | 84330        |
| Saint-Pierre-de-Vassols                             | 504                      | 4,93       | 102              | 84115      | 84330        |
| Sarrians                                            | 5.834                    | 37,49      | 156              | 84122      | 84260        |
| Suzette                                             | 111                      | 6,75       | 16               | 84130      | 84190        |
| Vacqueyras                                          | 1.192                    | 8,97       | 133              | 84136      | 84190        |
| Venasque                                            | 1.069                    | 35,01      | 31               | 84143      | 84210        |
| Communauté d’agglomération Ventoux-Comtat-Venaissin | 72.174                   | 511,55     | 141              | –          | –            |